# Кузьминівка (зупинний пункт)
Кузьми́нівка (до 2006 року — роз'їзд) — пасажирський зупинний пункт Харківської дирекції Південної залізниці на електрифікованій лінії Берестин — Лозова між зупинними пунктами Платформа 146 км (8 км) та Платформа 136 км (4 км). Розташований в однойменному селі Берестинського району Харківської області.

## Пасажирське сполучення
На зупинному пункті Кузьминівка зупиняються приміські електропоїзди сполученням Полтава-Південна — Лозова.